# Alexander von Dusch (homme politique, 1851)
Alexandre baron von Dusch (né le 11 septembre 1851 à Karlsruhe et mort le 17 septembre 1923 au château de Mauren (de) près de Böblingen) est un homme politique badois et ministre d'État de Bade de 1905 à 1917.

## Origine et famille
Le père d'Alexandre, Ferdinand (depuis 1881 : baron) von Dusch (1819-1889), fils du ministre des Affaires étrangères de Bade Alexander von Dusch (1789-1876), est chambellan et conseiller de légation privée au service de Bade et de 1853 à 1872 travaille dans le service diplomatique en tant qu'ambassadeur de Bade en Wurtemberg et en Suisse. La mère d'Alexander Adelheid von Dusch (1826-1898) est la fille du directeur du gouvernement du Wurtemberg et député du parlement Karl Johann Sigmund baron Schott von Schottenstein (de) (1792-1882) et sa première épouse Adelheid baronne Brand von Lindau (1796-1830) et donc une demi-sœur du général et ministre wurtembergeois Max Schott von Schottenstein.
Alexander von Dusch est marié depuis 1874 avec Pauline Bassermann (de) (1853-1935), la fille du propriétaire privé de Schwetzingen Gustav Bassermann, de la célèbre famille aisée de Mannheim. Le couple a trois enfants, un fils et deux filles. L'un d'eux est Else von Löwis (de), qui devient plus tard la conseillère culturelle de la ville de Stuttgart. Alexander construit une maison pour lui et sa famille à Heidelberg, au 27 Kaiserstraße. Son fils du même nom, Alexander von Dusch (1877-1939), est directeur du gouvernement auprès du Reichsstatthalter Wagner à Karlsruhe.

## Biographie
Après le lycée de Stuttgart, où il grandit en raison de la mission diplomatique de son père dans le Wurtemberg, Alexander von Dusch obtient un diplôme en droit à l'Université de Heidelberg de 1869 à 1874, avec le premier examen d'État en loi. Ses études sont interrompues en 1870 par la guerre franco-prussienne, à laquelle il participe activement en tant que dragon de Bade. Après avoir travaillé comme juriste stagiaire et stagiaire juridique, il devient juge de district à Mannheim en 1878 et procureur en 1880. En 1895, il s'installe à Karlsruhe, où il est promu procureur général auprès du tribunal régional supérieur en 1899.
En 1901, il entre dans le gouvernement de Bade sous Arthur von Brauer (de) et devient président du ministère de la Justice et de l'Éducation de Bade. De 1901 à 1917, il est ministre de Bade et membre du Conseil fédéral à Berlin. Ce n'est qu'en 1904 qu'il reçoit le titre de ministre et en 1905 il devient chef du gouvernement de Bade avec le titre de « ministre d'État et président du ministère d'État de Bade ». En 1911, il abandonne la direction du ministère de l'Éducation et prend à la place le ministère de la maison grand-ducale et des Affaires étrangères. En tant qu'homme politique, Alexander von Dusch est proche des libéraux nationaux. En 1917, pour des raisons de santé, Dusch demande sa libération de ses fonctions ministérielles, ce qui lui est accordé. Son successeur à la tête du gouvernement est Heinrich von und zu Bodman (de).